# Eugeniusz Eibisch
Eugeniusz Eibisch (ur. 30 grudnia 1896 w Lublinie, zm. 7 marca 1987 w Warszawie) – polski malarz, pedagog, profesor Akademii Sztuk Pięknych w Warszawie i Krakowie.

## Życiorys
Urodził się 30 grudnia 1896 w Lublinie w zasymilowanej rodzinie żydowskiej jako syn Rudolfa. Absolwent lubelskiego Gimnazjum Miejskiego im. Stanisława Staszica. W 1920 ukończył studia artystyczne na ASP w Krakowie pod okiem m.in. Jacka Malczewskiego i Wojciecha Weissa. Dwa lata później, dzięki stypendium rządu francuskiego wyjechał do Paryża, gdzie współpracował z artystami z École de Paris. W 1926 brał udział w wystawie wraz z członkami Cechu Artystów Plastyków „Jednoróg”, chociaż jego malarstwo odróżniało się swoją ekspresją od założeń grupy. W Paryżu namalował m.in. portret pisarza – późniejszego noblisty Rogera Martina du Garda, który z kolei uwiecznił Eibischa w powieści Rodzina Thibault pod postacią angielskiego malarza Patersona. Malował m.in. portrety, pejzaże, martwe natury. Reprezentował nurt kolorystyczny w malarstwie w latach 30. XX wieku i w okresie powojennym. 

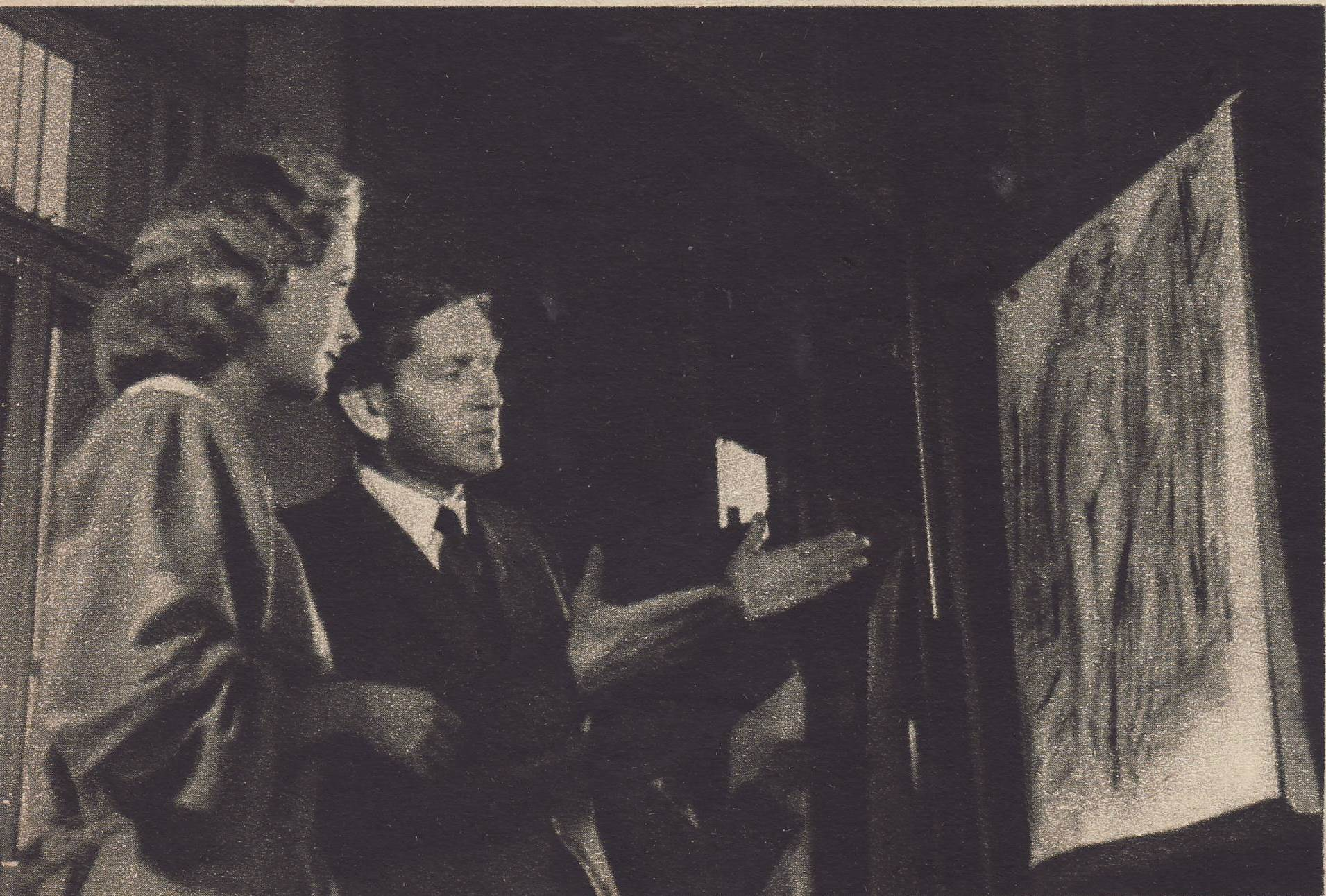
Eugeniusz Eibisch ze studentką

W 1939 roku powrócił do Polski i osiadł w Krakowie, gdzie pracował jako profesor na tamtejszej ASP (w latach 1945–1950 rektor tej uczelni).
Sygnatariusz apelu sztokholmskiego w 1950 roku. Od 1962 był członkiem Ogólnopolskiego Komitetu Pokoju.
W 1955 otrzymał Nagrodę Państwową I stopnia za twórczość malarską w minionym 10-leciu. W 1960 w Nowym Jorku otrzymał nagrodę Fundacji Solomona R. Guggenheima przyznawaną wybitnym malarzom.
Był mężem Franciszki z domu Sylber (1900–1983). Powołał Fundację im. Franciszki Eibisch, której celem jest promocja młodych artystów malarzy.
Zmarł w Warszawie, pochowany na cmentarzu Wojskowym na Powązkach (kwatera C39-2-4).

## Ważniejsze prace

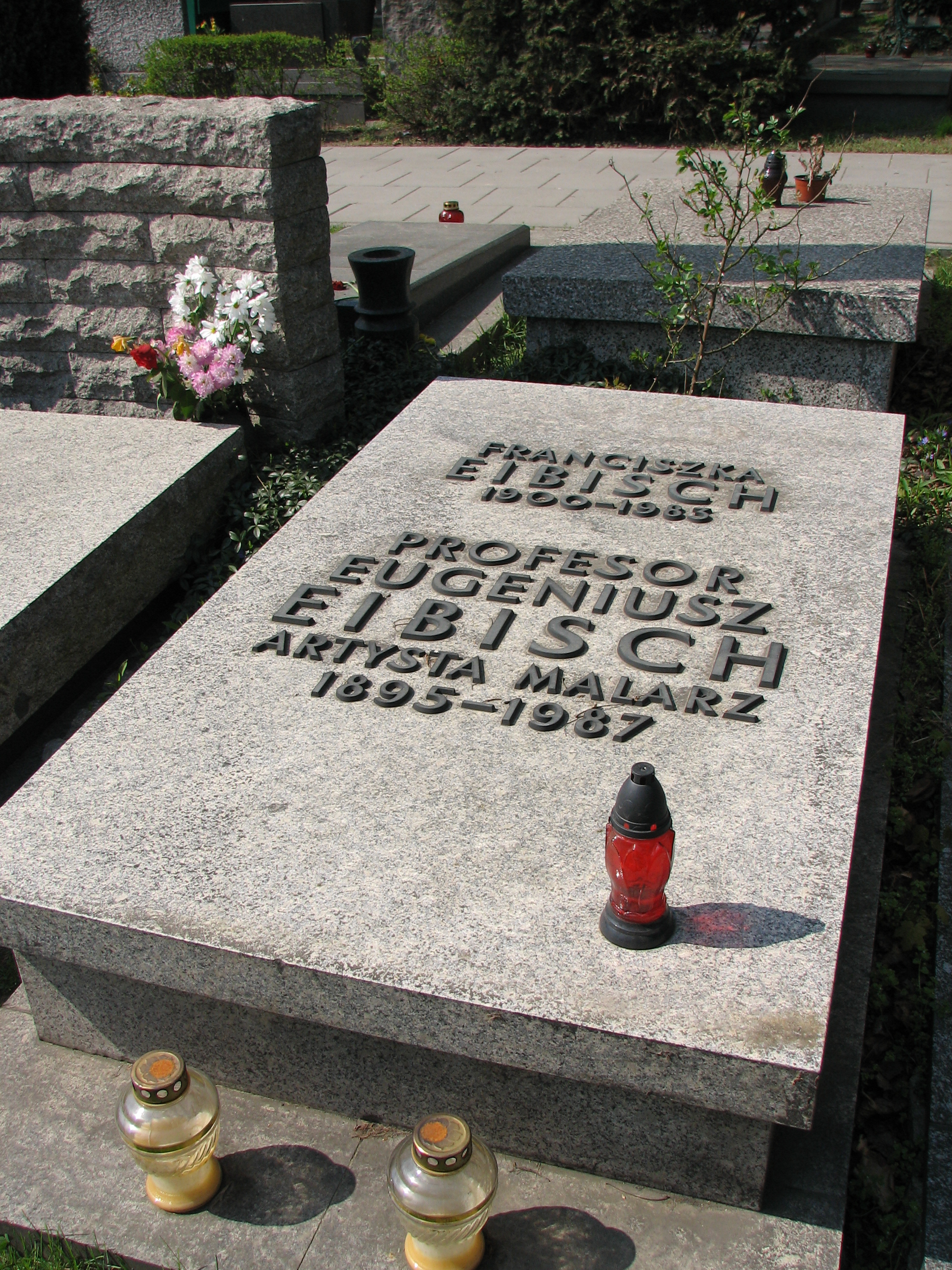
Grób Eugeniusza Eibischa i jego żony Franciszki

- Martwa natura z rybą (1938)
- Rudy chłopak (1958)
- Pejzaż z Jugosławii (1967)

## Ordery i odznaczenia
- Krzyż Komandorski Orderu Odrodzenia Polski (16 lipca 1954)[9]
- Krzyż Oficerski Orderu Odrodzenia Polski (22 lipca 1952)[10]
- Medal 40-lecia Polski Ludowej[11]
- Medal 10-lecia Polski Ludowej (19 stycznia 1955)[12]
- Medal "20-lecia Światowej Rady Pokoju" (1969)[13]